# Atomic
Atomic Austria GmbH (произносится Ато́мик Австрия Гмбх) — австрийская компания, крупный производитель спортивного инвентаря. Штаб-квартира компании расположена в Альтенмаркте, федеральная земля Зальцбург (Австрия). По состоянию на 2011 год, принадлежит Amer Sports.

## История
Компания Atomic была основана Алоизом Рормозером в 1955 году в Ваграйне, Австрия с покупки маленькой мастерской по изготовлению и ремонту деревянных колес. Используя местную древесину и команду из 4 мастеров, Рормозер расширял производство и к 1957 году помимо саней и колес также изготавливал 2000 пар многослойных деревянных лыж с металлическими кантами. А уже в 1958 году компания полностью прекратила выпуск саней и колес и производила уже 5000 пар деревянных многослойных лыж ручной работы.
В 1966 году компания закупила современное заводское оборудование, включающее конвейерную ленту и автоматический пресс. Это позволило увеличить количество выпускаемой продукции, а также производить современные лыжи, используя технологию «сэндвич». Репутация компании существенно выросла когда на зимних олимпийских играх 1968 года Ольга Палль на лыжах Atomic выиграла золото в скоростном спуске.
В 1971 году компания построила новую фабрику в Альтенмаркте (где и располагается по сей день). К 1985 году компания уже имела две фабрики общей площадью 16 000 м² с 590 мастерами, производящими 720 000 пар лыж ежегодно.
Позже компания обанкротилась и в 1994 году была продана финской компании Amer Sports.

## Собственники и руководство
Компания полностью принадлежит финской Amer Sports (конгломерату, владеющему также компаниями, выпускающими товарами под марками Wilson, Suunto, Salomon и др.). Ранее принадлежала компании Adidas.

## Деятельность
Atomic в первую очередь известна своей широкой линейкой горных лыж. На лыжах марки Atomic выступают многие известные спортсмены. Помимо этого, под данной торговой маркой производится инвентарь для сноубординга и беговых лыж.